# Necrópolis de Argandenes
La necrópolis de Argandenes es una necrópolis situada en Asturias, en el lugar de Argandenes, perteneciente a la parroquia de San Román, en Piloña.

## Localización y datación
El área cementerial de época antigua de Argandenes se localiza en el paraje denominado Lladresa, en una parcela en la que hay un depósito de agua, unos 280 al E de aquel pueblo. Está constituida por restos óseos de, al menos, una treintena de individuos vinculados a varios ámbitos funerarios, entre los que destaca los cimientos de fábrica de un panteón con planta rectangular, conservándose diversas pertenencias de los amortajamientos y del ritual. Varias dataciones carbono-14 enmarcan la necrópolis entre finales del siglo IV y el siglo VII d. C., señalando los ajuares un apogeo a lo largo del siglo VI d. C.

## Hallazgo
La necrópolis de Argandenes fue localizada a raíz de las obras para la construcción de un depósito de agua y estación de bombeo en el año 2010, emprendiéndose durante ese y los años 2011 y 2016 la excavación arqueológica del área afectada. El yacimiento se ubica a unos 280 m de distancia al E del pueblo de Argandenes, prácticamente a su misma cota en la ladera septentrional del valle de Piloña, en una parcela del paraje conocido como Lladresa que está dedicada a prado y en la que se instaló el citado depósito.
Fue un deslizamiento de tierras, activado por el talud de la obra, lo que provocó la aparición de restos humanos y latericio antiguo que fueron identificados por un grupo de vecinos, advertidos de las posibles repercusiones arqueológicas de las remociones de tierra. Las excavaciones permitieron conocer la existencia de una plataforma artificial, formada por un cajeado y consiguiente aterrazamiento artificial, en la que se plasmaron varios ámbitos funerarios.

## Descripción y datación
El espacio más destacado es un edículo de planta rectangular, realizado con muretes de piedra trabados con mortero de cal y enjalbegados al interior, habiéndose perdido parte de dos lados por el derrabe. Su superficie útil es de 4,5 m². La condición de panteón está acreditada por los restos óseos de, al menos, 19 inhumaciones de compleja ordenación a causa de la superposición y destrucción ocasionadas entre ellas y de saqueos posteriores. Los enterramientos presentan una deposición decúbito supino y con orientación E-O, estando la cabecera a Poniente. Por el O se anexa otro espacio de unos 10 m², delimitado por muros de contención perpendiculares a la pendiente, en la se identificaron 9 enterramientos, ahora orientados en dirección S-N con la cabecera a Septentrión. Finalmente, al E del edículo había una tumba aislada.
Las sepulturas presentaban características diversas, en parte favorecidas por el desigual grado de conservación. A veces estaban delimitadas con lajas hincadas o eran simples fosas, otras contaban con lechos y cubiertas de ímbrices, alguna lauda y estelas en la cabecera. La aparición de clavos indica el empleo de ataúdes y catafalcos. Varias depararon elementos ornamentales del vestuario de amortajamiento, como apliques metálicos de cinturones, varias preseas y alguna arma, y objetos de ofrendas como vasos vítreos.
Varias dataciones carbono-14 ofrecen una amplia horquilla cronológica comprendida entre los siglos IV y VII d. C., si bien la tipología de diversas piezas se centra entre finales del siglo V y entrado el VII, con un apogeo en el siglo VI. La interpretación cultural remite a una tradición constructiva romana en la que se introducen objetos de raíz ultrapirenáica concordantes con la vigencia del reino visigodo.
El cementerio ha de vincularse con algún núcleo de población cercano, tal vez sito en el alto que corona la ladera y en el que se llegó a sospechar la existencia de un castro. En todo caso, el emplazamiento se vería favorecido para una explotación agropecuaria por las suaves y soleadas laderas del valle, contando, además, con cercano acceso al corredor de comunicación que discurría por él.